# Parque histórico natural Vuelta de Obligado
El parque histórico natural Vuelta de Obligado, reserva natural, histórica y refugio de vida silvestre municipal Vuelta de Obligado o simplemente reserva Vuelta de Obligado, es un área protegida histórico-natural municipal situada en la localidad de Obligado, al norte del partido de San Pedro, en el nordeste de la provincia de Buenos Aires, centro-este de la Argentina. Además de conservar la vegetación y fauna características de la región —las que le otorgan suficiente mérito per se—, resguarda el paisaje original donde se libró la Batalla de la Vuelta de Obligado el 20 de noviembre de 1845, en la ribera y las aguas del río Paraná, lo que la convirtió en un sitio histórico nacional.

## Ubicación e historia
La reserva Vuelta de Obligado se encuentra localizada en las coordenadas: 33°35′48.28″S 59°48′38.78″O / -33.5967444, -59.8107722. Comprende la parcela 1031 cb, sección R, circunscripción VIII. Limita por el noreste con el río Paraná, por el sudeste con el arroyo Los Cueros, y por el sudoeste con el establecimiento “Río Paraná” (Pc 1031 ca).
El origen jurídico-institucional de esta área protegida es del año 2002, mediante la ley provincial N.º 11955, por la cual se funda el “Proyecto de reconstrucción histórica, instalación de Museo y Reserva y Monumento Natural a Vuelta de Obligado”. Posteriormente, la ley provincial N.º 13004/2 de enero de 2003, instaura la “Reconstrucción histórica, instalación de Museo y Reserva, y Monumento Natural a Vuelta de Obligado”.
Finalmente, al promulgarse la ordenanza N.º 5333/03 en el año 2003, se creó la “Reserva Natural, Histórica y Refugio de Vida Silvestre Municipal Vuelta de Obligado”, integrada por un “área núcleo” de conservación, desarrollada sobre 9 ha con dominio municipal, a la cual se la auxilia con una extensión adyacente de 19 ha, correspondiente al ejido urbano de Obligado, que al ser declarada como “de interés municipal”, serviría a los fines de “área de amortiguación” y protección de la reserva propiamente dicha.

## Características generales
Geomorfología
Geomorfológicamente, la unidad fisiográfica principal de esta área protegida es su barranca, la cual cae a pique sobre las aguas del río Paraná, característica habitual en sectores de Entre Ríos y sur de Santa Fe pero rarísima en Buenos Aires. Esto también genera conformaciones geológicas atípicas para el nordeste bonaerense, como los arcos, los peñones insulares y las cavernas.
Otros rasgos de su fisiografía son la terraza alta, meseta situada sobre la cresta de la barranca, conteniendo el sector altitudinalmente más elevado de la reserva; la pendiente que se extiende en forma de plano inclinado hacia el arroyo de Los Cueros, y el área baja e inundable de este curso fluvial. Dadas las diferencias en la orientación, estructura edáfica, altura, retención de la humedad, etc. cada sector descrito presenta una vegetación particular, y en consecuencia, una fauna relacionada con esta. 
La reserva cuenta con yacimientos arqueológicos de culturas guaraníes, chanás, cayguayanes y querandíes, así como paleontológicos, con restos de mamíferos del Período Cuaternario.
Clima
En la clasificación de Papadakis, al clima del área se lo incluye en el pampeano subtropical, gracias a la acción morigeradora del río Paraná con aguas provenientes de latitudes intertropicales. La temperatura anual promedio es de 17,2 °C, y las precipitaciones anuales totalizan más de 1100 mm, y están repartidas especialmente entre los meses cálidos. En invierno suelen presentarse moderadas heladas.

## Patrimonio biológico
Ecorregiones
Ecorregionalmente su superficie emergida pertenece a tres ecorregiones terrestres: el sector de pastizales sobre la terraza se incluyen en la pampas húmedas; el sector de la barranca se adscribe al espinal; finalmente, el sector de bajios ribereños es propio de la del delta e islas del río Paraná.
Las aguas del río Paraná y del tramo protegido del arroyo Los Cueros se insertan en la ecorregión de agua dulce Paraná inferior.
Fauna
Son numerosas las especies de aves ya detectadas en el área protegida; muchas de ellas nidifican en la misma. También presenta mamíferos, peces, anfibios y reptiles. Entre sus insectos destacan las mariposas.
Flora
Entre la barranca y las aguas del río Paraná se encuentran el ceibo, el sauce criollo, y el aliso de río, es decir, vegetación característica del delta del Paraná, perteneciente al distrito fitogeográfico de las selvas mixtas de la provincia fitogeográfica paranaense.
En la barranca se presentan bosques con talas, algarrobos blancos de gran porte, cina-cinas, y espinillos, chañares, chucupíes, sombras de toro, ombúes, molles, y otras especies de árboles y arbustos pertenecientes al subdistrito fitogeográfico del tala del distrito fitogeográfico del algarrobo, correspondiente a la provincia fitogeográfica del espinal. Destaca la población del tembaterí del cual el área protegida cuenta con grandes y numerosos ejemplares, los cuales, en razón de la alteración y destrucción de la región perpetrada por el desarrollo humano, se han vuelto una rareza en el nordeste bonaerense.  
En las áreas abiertas se presentan los restos del pastizal pampeano, perteneciente al distrito fitogeográfico pampeano oriental, correspondiente a la provincia fitogeográfica pampeana. Allí dominan las plantas herbáceas, en especial las gramíneas. La comunidad característica se denomina flechillar, se encuentra alterada por la ganadería, y mayormente destruida totalmente por la agricultura. Otras comunidades edáficas e hidrófilas se presentan en los bordes del arroyo Los Cueros, donde se encuentran juncales, cataisales y duraznillares.

## Amenazas
La vegetación original se ve amenazada por la invasión de especies exóticas, por ejemplo la acacia negra (de origen estadounidense), y otras provenientes de China, como el ligustro, el paraíso, la mora blanca y la morera de papel. Esta última presenta los mayores problemas dada su perfecta adaptación al biotopo local, su rápido crecimiento, y la ausencia de controladores naturales; en sectores pasó a ser la especie dominante. Los pastizales sufren la invasión del abrojo y varias especies de tréboles. Todas estas especies lograrían desarrollar neoecosistemas muy estables, pero a la vez biológicamente muy pobres.
El mantener una superficie natural extensa es indispensable para la eficaz conservación de los entramados ecosistémicos que forman la interacción de sus componentes naturales. Es por eso que sus escasas 9 ha precisan de una zona de amortiguación de otras 19 ha, pertenecientes al ejido urbano lindero, por lo que se han declarado como “de Interés Municipal” los bosques nativos presentes en las manzanas 1; 2; 3; 4; 5; 6; 7; 11; 23; 35; 47 y en las fracciones 11 y 19 del ejido urbano de la localidad de Obligado, Circunscripción VIII.

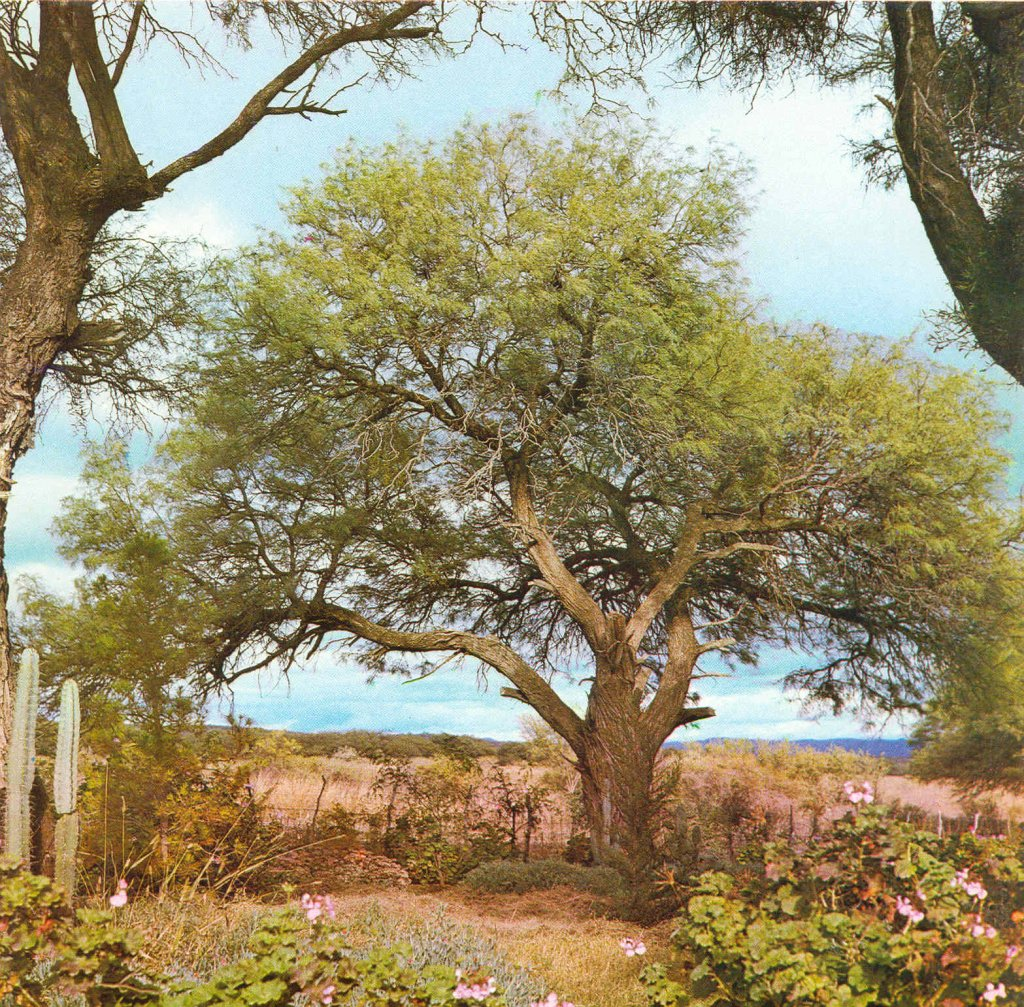
El algarrobo blanco es una especie arbórea amenazada de extinción en su distribución austral (el nordeste bonaerense). La reserva protege importantes ejemplares.

## Visitas a la reserva
Desde la ciudad de Buenos Aires, mediante automóvil, se llega por la autopista Panamericana; se deja dicha carretera al tomar la ruta de acceso a la ciudad de San Pedro. Antes de llegar a la parte céntrica, se toma hacia la izquierda el llamado camino “Lucio Mansilla”, el cual se encuentra totalmente pavimentado. Se transirá entre pastizales, arboledas, viveros de plantas ornamentales y chacras frutícolas, mientras por la derecha se observa el río Paraná y sus islas.
Finalmente, luego de 19 km se arriba a la localidad de Obligado, de unos 400 habitantes, la que cuenta con algunos pocos comercios y restaurantes. Al girar hacia la derecha, se corre  por algunos cientos de metros también paralelo al Paraná, pero esta vez en sentido inverso, hasta que en el final del camino una curva hacia la izquierda desciende la barranca y se estará, hacia su derecha, frente a la entrada del parque.
Es ideal para paseos recreativos, o para avistar aves, plantas, insectos, y naturaleza en general. Mediante senderos, el visitante puede observar un variado conjunto de especies de animales y vegetales nativos del nordeste bonaerense.
Se hacen visitas guiadas de interpretación ambiental guiadas por orientadores especializados. Al presentar una doble valorización: histórica y natural, resulta de sumo interés para las visitas de contingentes escolares, sirviendo el predio de escenario viviente para complementar a los educadores la enseñanza de historia argentina, biología o ciencias naturales, además de promover en los jóvenes una toma de conciencia sobre la problemática medioambiental. 
Al ser considerada una reserva urbana, sus roles principales son la educación, la conservación de los recursos biológicos, la investigación científica, la participación de la ciudadanía y, por último, el esparcimiento de la población.
Se puede visitar la reserva diariamente. La entrada es gratuita. También posee el llamado: Museo histórico "Batalla de Obligado", un museo de sitio el cual es gratuito .También se encuentran diferentes monumentos y monolitos que recuerdan a los protagonistas de la batalla, además de la Baliza "Soberanía Nacional" y el destacamento "Prefectura Vuelta de Obligado", de la Prefectura Naval Argentina.